# Big Japan
I Big Japan sono un gruppo Indie rock, formatosi a Los Angeles nel 2005. Il gruppo, inizialmente chiamato Stevens' Team, è composto da quattro membri: Nathanial Castro, cantante e chitarrista della band; Brad Babinski, bassista; Adam Brody, batterista, e Bret Harrison, chitarrista.
I Big Japan si esibiscono in pubblico, scrivono i loro testi e registrano nuovi pezzi sporadicamente, dal momento che i due attori che fanno parte della band, Adam Brody e Bret Harrison, sono spesso impegnati con la loro carriera cinematografica.
Il primo e, fino ad ora, unico album della band, Music for Dummies (in seguito rinominato Untitled), è uscito il 23 agosto 2005. Un EP sarebbe dovuto uscire, secondo i piani del gruppo, nei primi mesi del 2007.

## Curiosità
- In The O.C., la serie televisiva a cui ha preso parte, come attore, anche Adam Brody, è più volte nominata una band, chiamata Big Korea.
- In un episodio della terza stagione di The O.C., un personaggio, Chilli, indossa una maglietta dei Big Japan.